# 믹서 (서비스)
믹서 (Mixer, 이전 Beam)는 마이크로소프트 소유의 시애틀 기반 라이브 스트리밍 플랫폼이다. 2016년 1월 5일 공식적으로 시작되었다.
하지만 2020년 6월 22일 부로 믹서의 서비스를 종료한다는 공지가 올라와 서비스를 종료하였다.
경쟁 서비스와 마찬가지로 믹서는 게임 플레이에 초점을 맞추고 비디오 게임을 포함하고 있다. 하지만 주로 시청자 스트림과 상호 작용할 수 있도록 설계 기능에 의해 구별된다. 소프트웨어 개발 키트를 사용하면 게임에 기능을 통합하여 사용자가 게임 플레이에 영향을 주거나 스트림 옆에 표시된 버튼을 사용하여 요소에 투표할 수 있다. 사용자는 스트림을 시청하고 참여할 수 있는 "스파크"를 얻고 이러한 기능을 활성화하는 데 소비할 수 있다. 믹서가 대기 시간은 원래의 방송과 사용자가 수신한 시간 (10-20초) 사이에 1초도 채 걸리지 않아 이러한 기능을 촉진하고 스트리머와 시청자가 실시간으로 상호 작용할 수 있다. 예를 들어, 스트림에서 팔로우 단추를 누르면 즉시 스트림에 나타난다.
2016년 8월 11일, 빔은 공개되지 않은 금액으로 마이크로소프트에 인수되었다. 이 서비스 팀은 엑스박스 부서에 통합되었다. 2016년 10월 26일에 마이크로소프트는 빔이 윈도우 10에 통합될 거라 발표했다. 그 후 빔은 2017년 3월 소프트웨어 업데이트에서 엑스박스 원에 통합되었다.
2017년 5월 25일 마이크로소프트는 이전 이름이 전 세계적으로 사용될 수 없으므로 빔의 이름이 믹서로 변경되었다고 발표했다. 재 브랜딩은 사용자가 한 번에 채널에 최대 세 개의 다른 스트림을 호스트할 수 있는 기능과 함께 제공되는 모바일 앱 Mixer Create와 같은 여러 가지 새로운 기능의 도입과 함께 제공되었다. iOS 및 안드로이드 플랫폼. 또한 믹서가 엑스박스 원 대시 보드에서 최상위 수준의 통합을 수신하고 믹서 스트림을 조정하는 새로운 탭이 발표되었다. 믹서는 뉴욕에 기반을 두고 새로 생성된 믹서 NYC 스튜디오를 통해 e스포츠와 다양한 게임 행사를 개최한다.

## 같이 보기
- 라이브 스트림
- 메이저 리그 게이밍
- 트위치
- 유스트림
- 스매쉬캐스트
- 유튜브 게이밍